# Самотуга Віталій Миколайович
Віта́лій Микола́йович Самоту́га — підполковник Збройних сил України.

## З життєпису
Заступник командира з виховної роботи Центру спеціального призначення (протидії диверсіям та терористичним актам) військової служби правопорядку у Збройних Силах України.

## Нагороди
За особисту мужність і героїзм, виявлені у захисті державного суверенітету та територіальної цілісності України, вірність військовій присязі під час російсько-української війни нагороджений
- орденом Богдана Хмельницького III ступеня (4.12.2014).